# İznik
İznik, in passato Nicea, è una città della Turchia situata 130 km a sud-est di Istanbul, centro dell'omonimo distretto della provincia di Bursa.
La città è nota soprattutto in quanto sede di due concili ecumenici della cristianità: il primo concilio di Nicea ivi convocato dall'imperatore Costantino I nel 325 e il secondo concilio di Nicea, convoncato dall'imperatrice Irene l'Ateniana nel 787.

## Descrizione
La città giace in un bacino fertile all'estremità orientale del lago di İznik, delimitata da catene di colline a nord e a sud. Le sue mura occidentali si innalzano dal lago stesso, fornendo una protezione da attacchi provenienti da tale direzione. Il lago è sufficientemente ampio da non poter essere bloccato facilmente da terra, e la città era sufficientemente grande da rendere molto difficile qualsiasi tentativo di interdire il traffico di imbarcazioni utilizzando armi da assedio poste sulle rive.
La città è circondata su tutti i lati da cinque chilometri di mura alte circa 10 metri. Queste sono a loro volta circondate da un doppio fossato, e comprendono oltre 100 torri dislocate in punti diversi. Grandi cancelli sui tre lati che danno sulla terra fornivano l'unico accesso alla città.
Oggi le mura sono attraversate in molti punti da strade, ma gran parte della fortificazione sopravvive e come risultato è la principale attrazione turistica.

## Etimologia del nome
Il nome odierno Iznik, dato dai Turchi Ottomani, deriva dalla risposta alla domanda: "Dove vai? ... a Nicea" (εἰς Νίκαια in greco bizantino pronunziato: is Nìkea) ma il nome greco della città, Nikaia (Νίκαια) rimane in uso fino al 1930.

## Storia

### Fondazione della città
La città fu fondata con il nome di Antigoneia intorno al 310 a.C. dal re di Macedonia Antigono I Monoftalmo. Questi era uno dei Diadochi di Alessandro Magno e dopo la sua morte aveva ottenuto il controllo di un'ampia parte dell'Asia Minore. Successivamente Antigono venne sconfitto da una coalizione di altri Diadochi e la regione venne assegnata nel 301 al generale Lisimaco originario della Macedonia. Questi ribattezzò la città con il nome della defunta moglie Nicea, figlia di Antipatro e sorella di Cassandro. Questo nome successivamente fu latinizzato in Nicaea.

### Impero Romano
Conquistata dei Romani la città perse di importanza intorno al I secolo. Ritornò in grande auge con la costituzione dell'Impero Romano d'Oriente e con il trasferimento della capitale a Costantinopoli. Nicea divenne il baluardo meridionale per la capitale e fu arricchita di monumenti e fortificazioni.

### Impero Bizantino e Concili Ecumenici

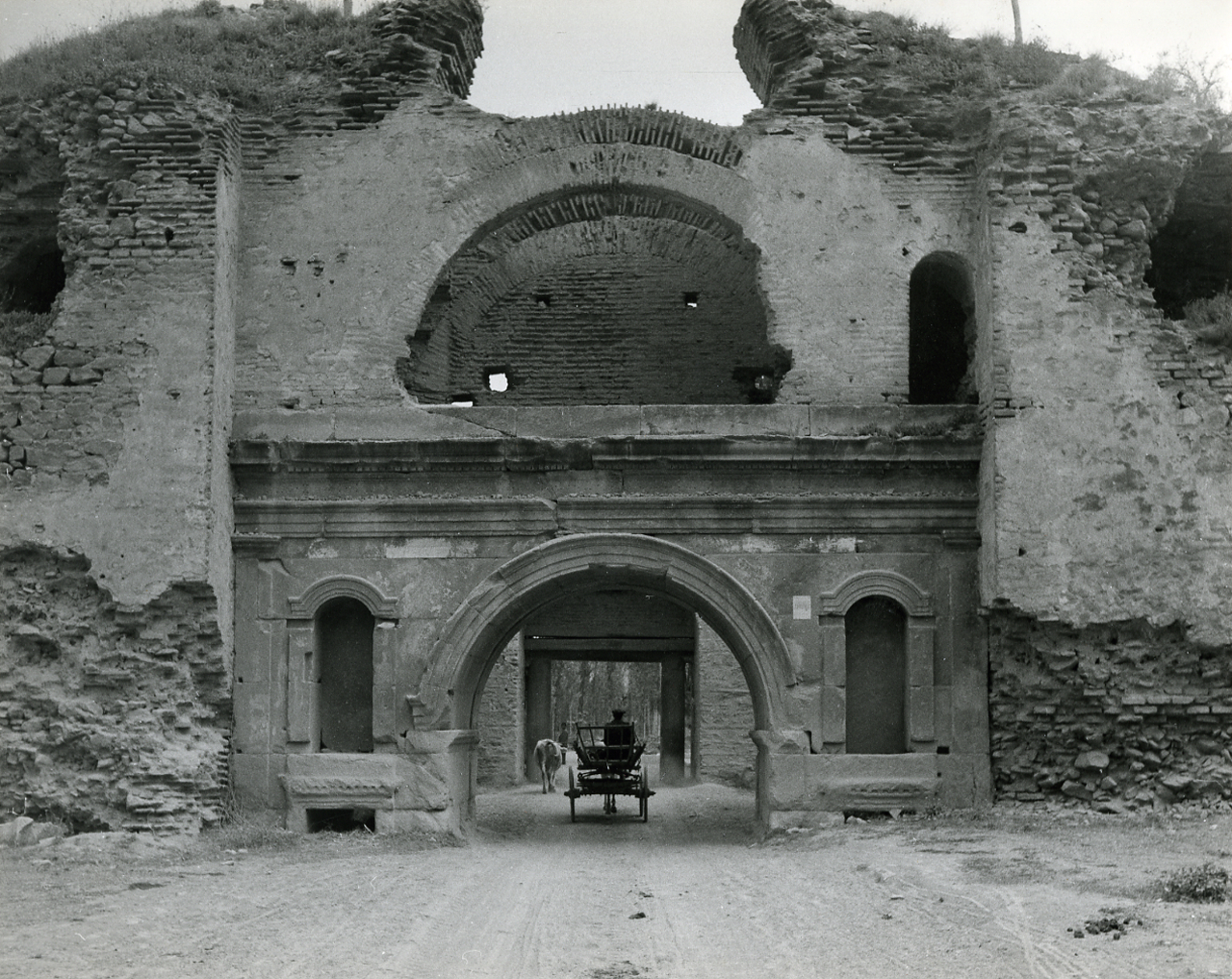
La Porta di Istanbul (Istanbul Kapisi) di Nicea, a Nord, costruita dai bizantini, fotografata da Paolo Monti nel 1962

Al primo Concilio di Nicea parteciparono circa 300 vescovi per risolvere i problemi suscitati dall'arianesimo; si arrivò a una dichiarazione di fede, che ricevette il nome di simbolo niceno o credo niceno, che riconosceva la consustanzialità tra Padre e Figlio e alla condanna di Ario.
La città ebbe a soffrire di terremoti devastanti negli anni 358, 362 e 368.

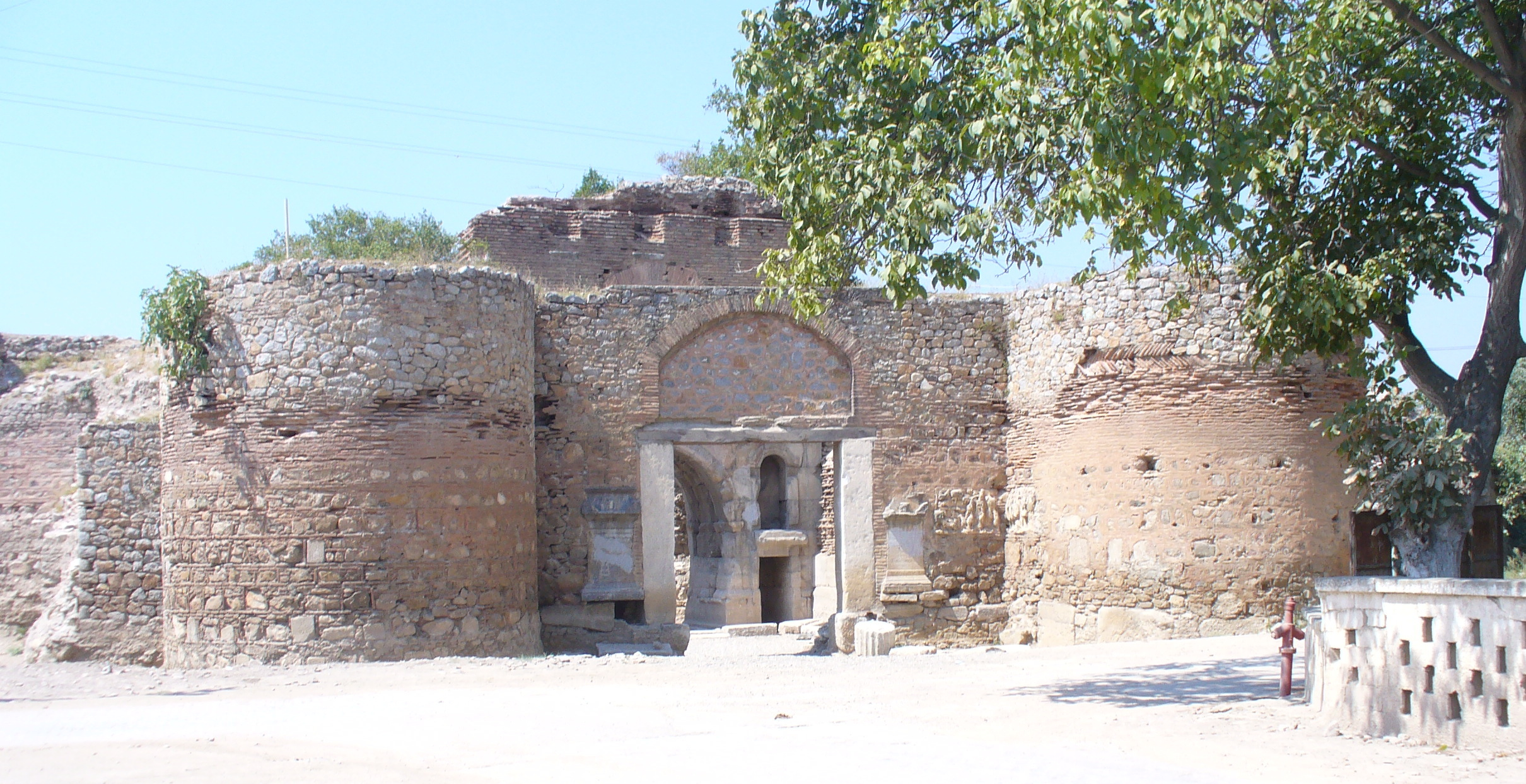
La porta militare ovest (Lefke Kapisi, tr. "porta di Lefke") delle mura di Nicea

Giustiniano I, nel VI secolo, costruì nel centro della città la chiesa di Haghia Sophia, sul modello della grande chiesa di Santa Sofia di Costantinopoli. In essa nel 787 si tenne il Secondo Concilio di Nicea per discutere i problemi dell'iconoclastia.

### L'avanzata turca e le Crociate
La città ebbe un lungo periodo di pace fino all'affermarsi della potenza dei Turchi Selgiuchidi. Essi la occuparono per una prima volta nel 1077 e dopo alterne vicende se ne impadronirono definitivamente nel 1078 facendone la loro capitale. Questo evento fu strumentale nel dare il via alla prima crociata, su richiesta di Bisanzio, nel 1095, ed eserciti da tutta Europa assieme a unità più piccole bizantine, conversero sulla città nel 1097. Dopo che gli eserciti europei gettarono l'assedio alla città e penetrarono attraverso le mura, furono sorpresi nello svegliarsi il giorno seguente e vedere le bandiere greche dell'imperatore Alessio I sventolare sulla città.
Costantinopoli cadde nel 1204 davanti agli eserciti europei della quarta crociata, che fondarono l'Impero Latino di Costantinopoli. Esso aveva uno scarso controllo dell'area, e diversi stati successori bizantini nacquero al suo fianco, compreso il Despotato d'Epiro e l'Impero di Trebisonda. Comunque fu Nicea che formò il nucleo del successore dell'Impero Bizantino, dopo che Teodoro Lascaris (che divenne Teodoro I) vi fondò l'Impero di Nicea. Teodoro I e i suoi successori espansero lentamente i propri domini, e nel 1259 Michele VIII Paleologo usurpò il trono. Egli strappò Costantinopoli ai Latini nel 1261, ripristinando l'Impero Bizantino.

### La conquista ottomana
Nel 1331 la città cadde in mano ai Turchi Ottomani. Con la caduta di Costantinopoli del 1453, la città perse importanza, ma divenne in seguito un importante centro con la creazione di una locale industria di ceramiche, note come Iznik Çini, nel XVII secolo (Çin è una derivazione del cinese - le porcellane cinesi godevano di grande reputazione presso i sultani). Comunque, anche questa industria si spostò a Istanbul, e Nicea divenne una città minore quando venne tagliata fuori da un'importante ferrovia. Attualmente, le porcellane Iznik Çini vengono prodotte localmente, ma principalmente a Kütahya, dove la qualità, che era in declino, è stata riportata alle glorie del passato.

## Monumenti e luoghi d'interesse
- La cinta muraria, con la porta di Yenisehir a sud e la porta di Istanbul a nord;
- Le rovine della chiesa di Santa Sofia, sede delle sedute del concilio del 787, trasformata in moschea dopo la conquista ottomana e distrutta da un atto vandalico nel 1920;
- La moschea verde, principale monumento islamico della città risalente al 1492.
- Basilica subacquea di San Neofito (IV-V sec.).[4]